# نیکولوز شنگلایا
نیکولوز شنگلایا (گرجی: ნიკოლოზ შენგელაია؛ ۲۶ ژوئیهٔ ۱۹۰۳ – ۴ ژانویهٔ ۱۹۴۳) کارگردان فیلم اهل امپراتوری روسیه (گرجستان کنونی) بود.

## جوایز:
وی برندهٔ جوایزی همچون نشان پرچم سرخ کار شده‌است.